# FedEx Ground Player
Il FedEx Ground Player è il riconoscimento assegnato ogni settimana e poi a fine stagione al miglior running back della National Football League. A partire dalla stagione 2024 il riconoscimento fu allargato anche a wide receiver e tight end.
Introdotto dalla stagione 2003 e sponsorizzato da FedEx, azienda di spedizioni espresse, il nome Ground Player è ispirato ai servizi di trasporto e consegna via terra forniti dall'azienda. La scelta viene fatta tra i 3 migliori running back della settimana, individuati sulla base delle statistiche della loro prestazione, che vengono votati dai tifosi dal lunedì al mercoledì sul sito della lega NFL.com e quindi viene proclamato il vincitore in base alle preferenze raccolte. La FedEx dona 2.000 dollari in nome del vincitore ad un'iniziativa benefica scelta all'inizio dell'anno. Al termine della stagione, con lo stesso meccanismo, viene premiato il miglior running back dell'anno.
Alla stagione 2023 Adrian Peterson detiene il record di maggior numero di vittorie del titolo annuale con tre. Peterson e LaDainian Tomlinson condividono il record di maggior numero di vittorie settimanali con 18.

## 2024

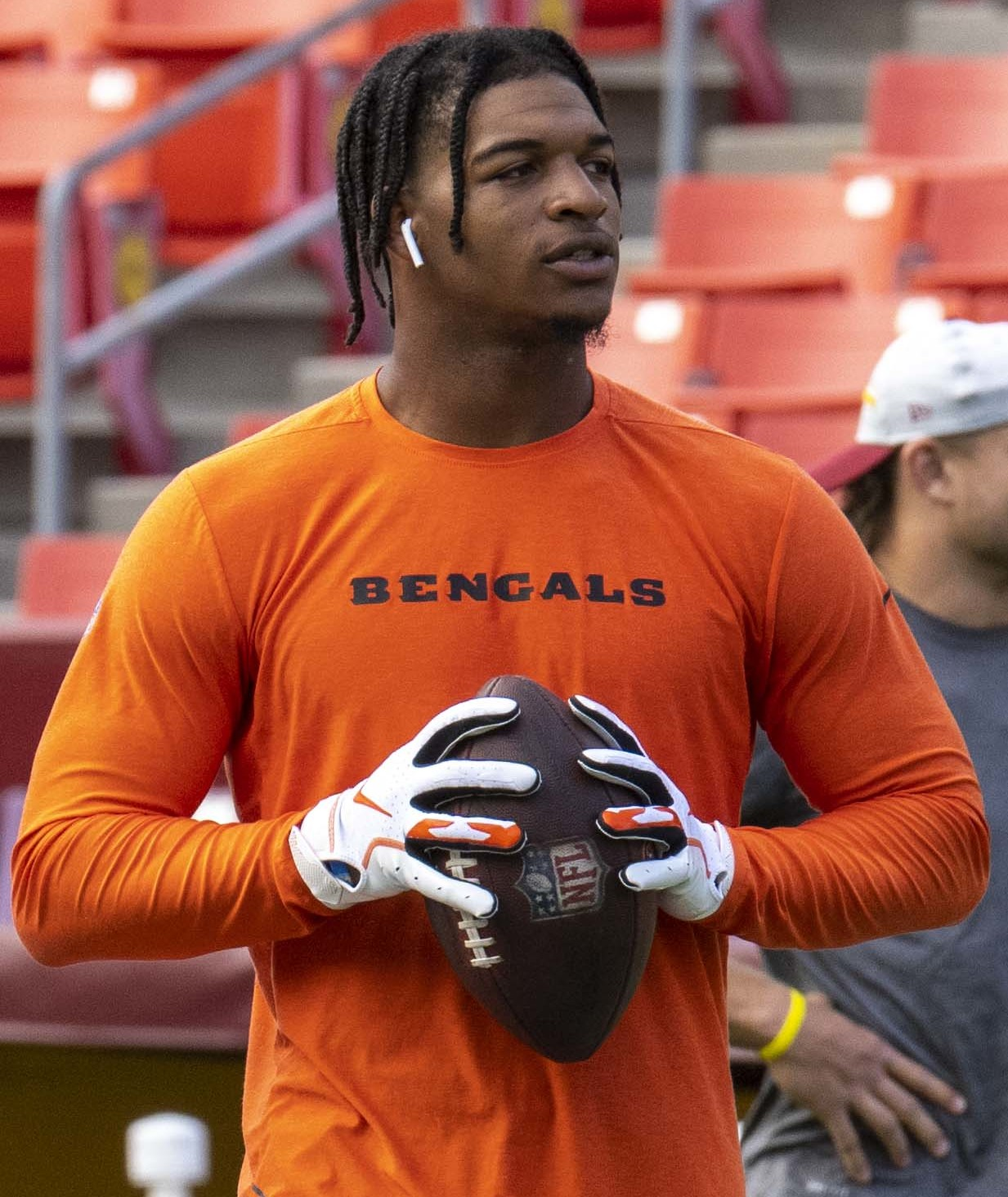
Ja'Marr Chase vincitore per il 2024, primo wide receiver ad ottenere tale riconoscimento dopo la modifica del premio

Vincitori settimanali
| Settimana | Giocatore            | Squadra              | Note         |
| --------- | -------------------- | -------------------- | ------------ |
| 1ª        | Joe Mixon (6)        | Houston Texans       | [ 3 ]        |
| 2ª        | Alvin Kamara (5)     | New Orleans Saints   | [ 4 ]        |
| 3ª        | Jauan Jennings WR    | San Francisco 49ers  | [ 5 ]        |
| 4ª        | Derrick Henry (17)   | Baltimore Ravens     | [ 6 ]        |
| 5ª        | Ja'Marr Chase WR     | Cincinnati Bengals   | [ 7 ]        |
| 6ª        | -                    | -                    | [ 8 ]        |
| 7ª        | Jahmyr Gibbs         | Detroit Lions        | [ 9 ]        |
| 8ª        | Jahmyr Gibbs (2)     | Detroit Lions        | [ 10 ]       |
| 9ª        | Saquon Barkley (3)   | Philadelphia Eagles  | [ 11 ]       |
| 10ª       | Ja'Marr Chase WR (2) | Cincinnati Bengals   | [ 12 ]       |
| 11ª       | Taysom Hill TE (2)   | New Orleans Saints   | [ 13 ]       |
| 12ª       | Saquon Barkley (4)   | Philadelphia Eagles  | [ 14 ]       |
| 13ª       | -                    | -                    | [ 8 ] [ 15 ] |
| 14ª       | Zach Charbonnet      | Seattle Seahawks     | [ 16 ]       |
| 15ª       | Mike Evans WR        | Tampa Bay Buccaneers | [ 17 ]       |
| 16ª       | Jonathan Taylor (7)  | Indianapolis Colts   | [ 18 ]       |
| 17ª       | Tee Higgins WR       | Cincinnati Bengals   | [ 19 ]       |
| 18ª       | Jahmyr Gibbs (3)     | Detroit Lions        | [ 20 ]       |

Vincitore finale 2024
| Giocatore     | Squadra            | Note   |
| ------------- | ------------------ | ------ |
| Ja'Marr Chase | Cincinnati Bengals | [ 21 ] |

## 2023

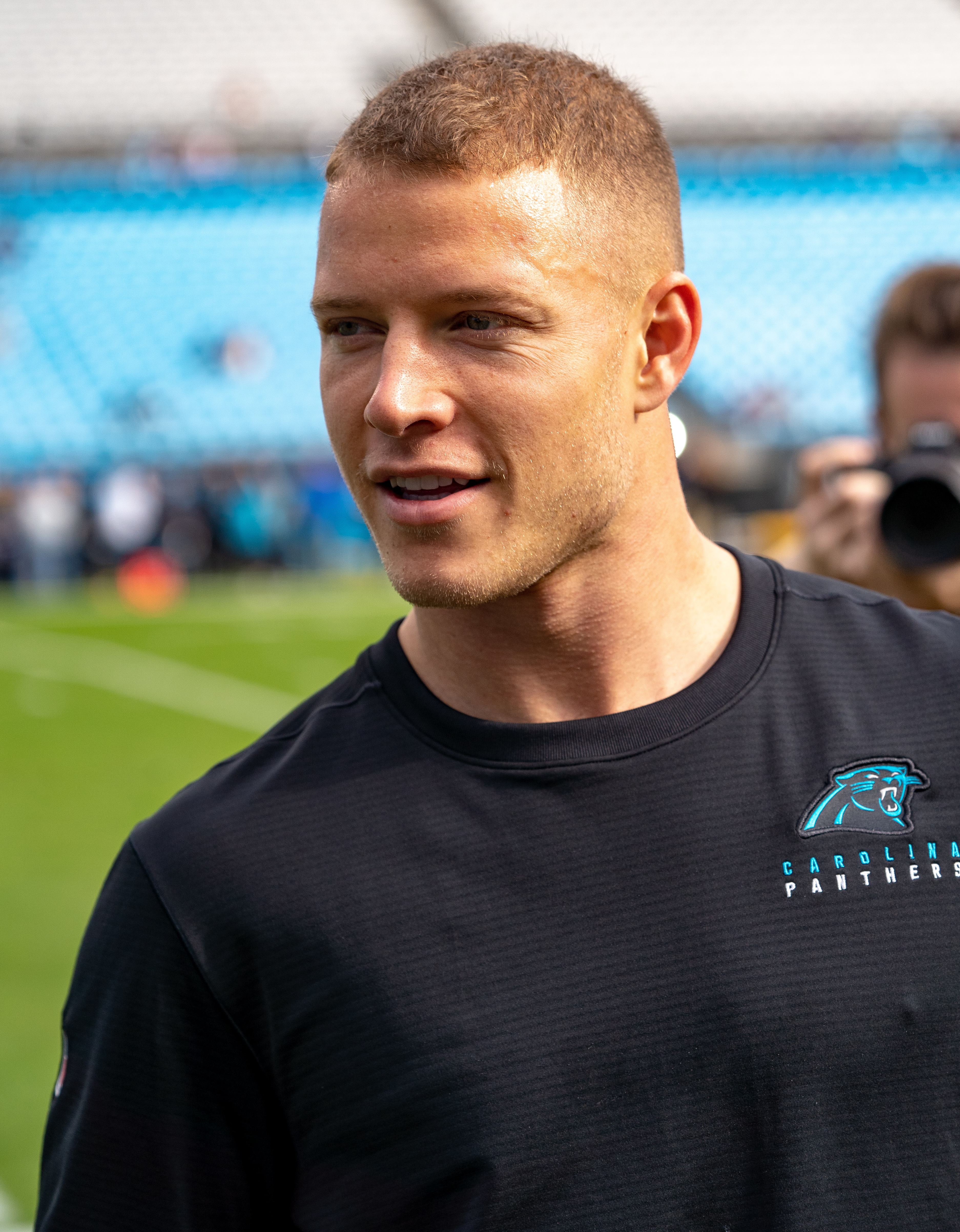
Christian McCaffrey vincitore per la stagione 2023

Vincitori settimanali
| Settimana | Giocatore               | Squadra             | Note   |
| --------- | ----------------------- | ------------------- | ------ |
| 1ª        | Christian McCaffrey (5) | San Francisco 49ers | [ 22 ] |
| 2ª        | Christian McCaffrey (6) | San Francisco 49ers | [ 23 ] |
| 3ª        | De'Von Achane           | Miami Dolphins      | [ 24 ] |
| 4ª        | Christian McCaffrey (7) | San Francisco 49ers | [ 25 ] |
| 5ª        | Breece Hall (2)         | New York Jets       | [ 26 ] |
| 6ª        | Raheem Mostert          | Miami Dolphins      | [ 27 ] |
| 7ª        | D'Onta Foreman          | Chicago Bears       | [ 28 ] |
| 8ª        | Gus Edwards             | Baltimore Ravens    | [ 29 ] |
| 9ª        | Keaton Mitchell         | Baltimore Ravens    | [ 30 ] |
| 10ª       | Devin Singletary        | Houston Texans      | [ 31 ] |
| 11ª       | Jaylen Warren           | Pittsburgh Steelers | [ 32 ] |
| 12ª       | Christian McCaffrey (8) | San Francisco 49ers | [ 33 ] |
| 13ª       | James Conner (3)        | Arizona Cardinals   | [ 34 ] |
| 14ª       | Christian McCaffrey (9) | San Francisco 49ers | [ 35 ] |
| 15ª       | James Cook              | Buffalo Bills       | [ 36 ] |
| 16ª       | Khalil Herbert (2)      | Chicago Bears       | [ 37 ] |
| 17ª       | Najee Harris            | Pittsburgh Steelers | [ 38 ] |
| 18ª       | Derrick Henry (16)      | Tennessee Titans    | [ 39 ] |

Vincitore finale 2023
| Giocatore           | Squadra             | Note   |
| ------------------- | ------------------- | ------ |
| Christian McCaffrey | San Francisco 49ers | [ 40 ] |

## 2022

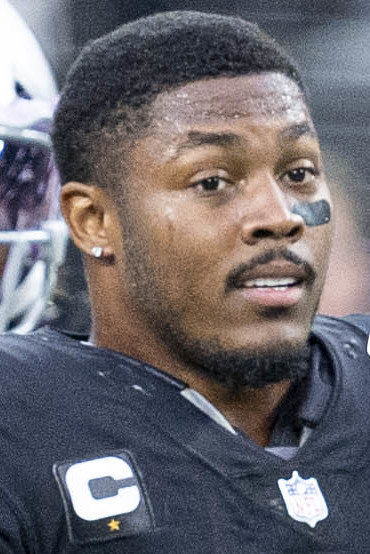
Josh Jacobs vincitore del 2022

Vincitori settimanali
| Settimana | Giocatore               | Squadra              | Note   |
| --------- | ----------------------- | -------------------- | ------ |
| 1ª        | Jonathan Taylor (6)     | Indianapolis Colts   | [ 41 ] |
| 2ª        | Aaron Jones (5)         | Green Bay Packers    | [ 42 ] |
| 3ª        | Khalil Herbert          | Chicago Bears        | [ 43 ] |
| 4ª        | Rashaad Penny (3)       | Seattle Seahawks     | [ 44 ] |
| 5ª        | Taysom Hill             | New Orleans Saints   | [ 45 ] |
| 6ª        | Breece Hall             | New York Jets        | [ 46 ] |
| 7ª        | Kenneth Walker III      | Seattle Seahawks     | [ 47 ] |
| 8ª        | Tony Pollard            | Dallas Cowboys       | [ 48 ] |
| 9ª        | Joe Mixon (5)           | Cincinnati Bengals   | [ 49 ] |
| 10ª       | Justin Fields           | Chicago Bears        | [ 50 ] |
| 11ª       | Jamaal Williams (2)     | Detroit Lions        | [ 51 ] |
| 12ª       | Josh Jacobs             | Las Vegas Raiders    | [ 52 ] |
| 13ª       | Josh Jacobs (2)         | Las Vegas Raiders    | [ 53 ] |
| 14ª       | Christian McCaffrey (4) | San Francisco 49ers  | [ 54 ] |
| 15ª       | Rhamondre Stevenson     | New England Patriots | [ 55 ] |
| 16ª       | Cam Akers               | Los Angeles Rams     |        |
| 17ª       | Jamaal Williams (3)     | Detroit Lions        | [ 56 ] |
| 18ª       | Kenneth Walker III (2)  | Seattle Seahawks     | [ 57 ] |

Vincitore finale 2022
| Giocatore   | Squadra           | Note   |
| ----------- | ----------------- | ------ |
| Josh Jacobs | Las Vegas Raiders | [ 58 ] |

## 2021

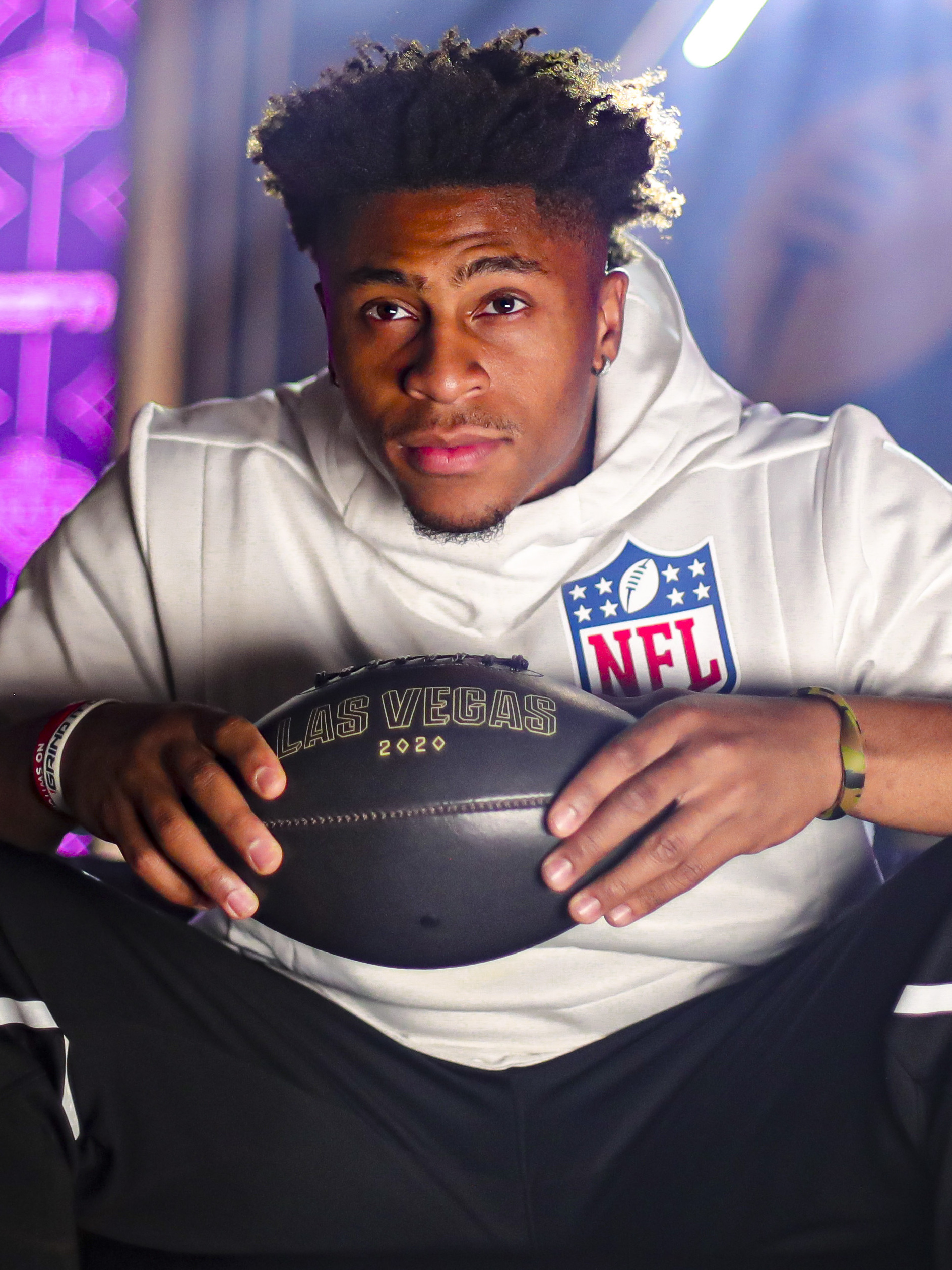
Jonathan Taylor, vincitore del 2021

Vincitori settimanali
| Settimana | Giocatore           | Squadra             | Note   |
| --------- | ------------------- | ------------------- | ------ |
| 1ª        | Joe Mixon (2)       | Cincinnati Bengals  | [ 59 ] |
| 2ª        | Derrick Henry (13)  | Tennessee Titans    | [ 60 ] |
| 3ª        | Derrick Henry (14)  | Tennessee Titans    |        |
| 4ª        | Ezekiel Elliott (3) | Dallas Cowboys      | [ 61 ] |
| 5ª        | Derrick Henry (15)  | Tennessee Titans    |        |
| 6ª        | Jonathan Taylor (2) | Indianapolis Colts  | [ 62 ] |
| 7ª        | D'Ernest Johnson    | Cleveland Browns    | [ 63 ] |
| 8ª        | Elijah Mitchell     | San Francisco 49ers |        |
| 9ª        | Nick Chubb (3)      | Cleveland Browns    | [ 64 ] |
| 10ª       | Jonathan Taylor (3) | Indianapolis Colts  |        |
| 11ª       | Joe Mixon (3)       | Cincinnati Bengals  |        |
| 12ª       | Joe Mixon (4)       | Cincinnati Bengals  |        |
| 13ª       | Jonathan Taylor (4) | Indianapolis Colts  |        |
| 14ª       | Dalvin Cook (7)     | Minnesota Vikings   |        |
| 15ª       | Jonathan Taylor (5) | Indianapolis Colts  |        |
| 16ª       | Rex Burkhead        | Houston Texans      |        |
| 17ª       | Rashaad Penny       | Seattle Seahawks    |        |
| 18ª       | Rashaad Penny (2)   | Seattle Seahawks    |        |

Vincitore finale 2021
| Giocatore       | Squadra            |
| --------------- | ------------------ |
| Jonathan Taylor | Indianapolis Colts |

## 2020

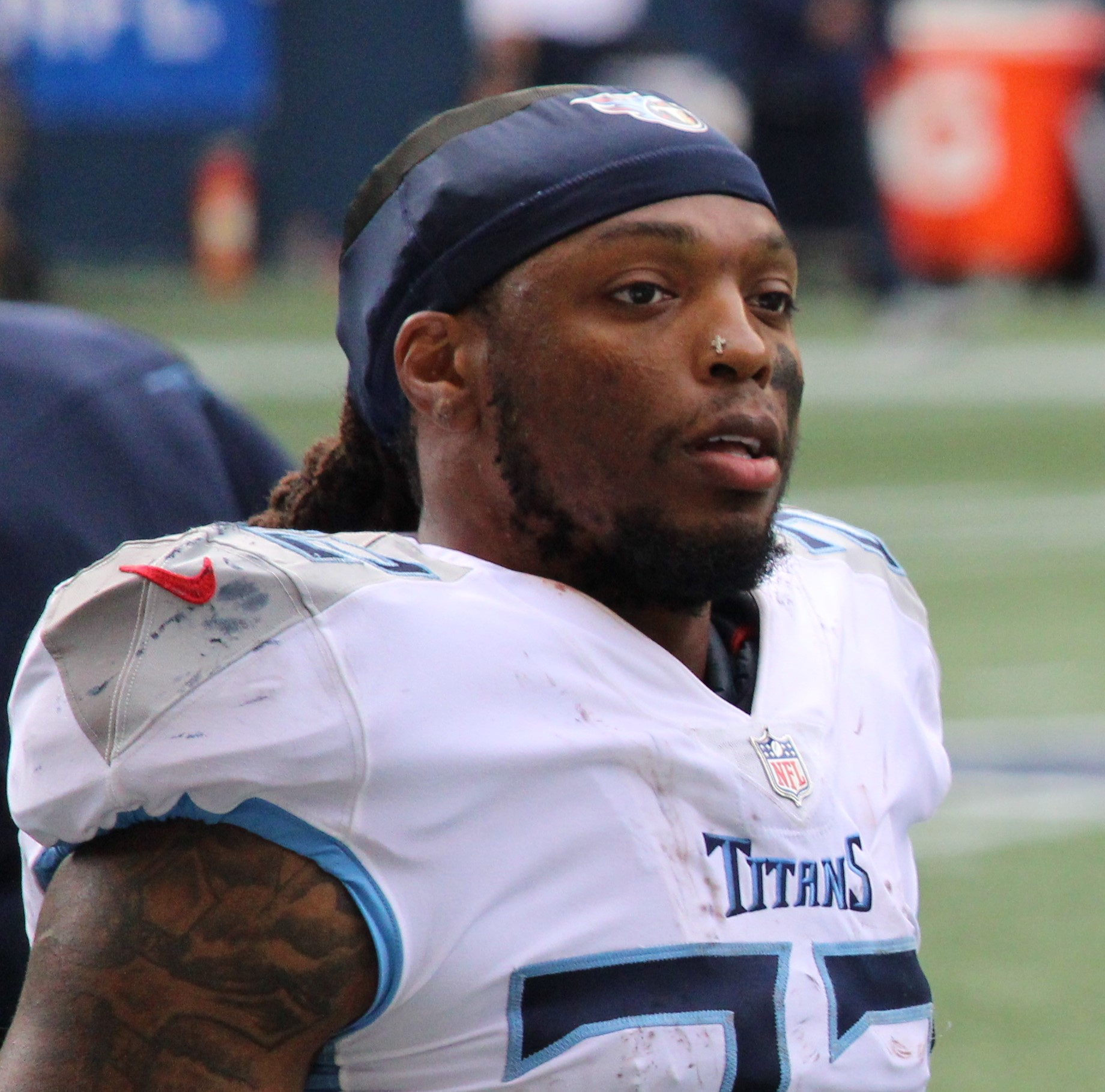
Derrick Henry, vincitore nel 2020 per il secondo anno consecutivo

Vincitori settimanali
| Settimana | Giocatore             | Squadra              | Note   |
| --------- | --------------------- | -------------------- | ------ |
| 1ª        | Clyde Edwards-Helaire | Kansas City Chiefs   | [ 65 ] |
| 2ª        | Aaron Jones (3)       | Green Bay Packers    | [ 66 ] |
| 3ª        | Dalvin Cook (3)       | Minnesota Vikings    | [ 67 ] |
| 4ª        | Joe Mixon             | Cincinnati Bengals   | [ 68 ] |
| 5ª        | Todd Gurley (5)       | Atlanta Falcons      | [ 69 ] |
| 6ª        | Derrick Henry (8)     | Tennessee Titans     |        |
| 7ª        | Jeff Wilson           | San Francisco 49ers  |        |
| 8ª        | Dalvin Cook (4)       | Minnesota Vikings    | [ 70 ] |
| 9ª        | Dalvin Cook (5)       | Minnesota Vikings    | [ 71 ] |
| 10ª       | Ronald Jones          | Tampa Bay Buccaneers | [ 72 ] |
| 11ª       | Derrick Henry (9)     | Tennessee Titans     |        |
| 12ª       | Derrick Henry (10)    | Tennessee Titans     |        |
| 13ª       | Aaron Jones (4)       | Green Bay Packers    | [ 73 ] |
| 14ª       | Derrick Henry (11)    | Tennessee Titans     |        |
| 15ª       | Derrick Henry (12)    | Tennessee Titans     |        |
| 16ª       | Alvin Kamara (4)      | New Orleans Saints   | [ 74 ] |
| 17ª       | Jonathan Taylor       | Indianapolis Colts   |        |

Vincitore finale 2020
| Giocatore         | Squadra          |
| ----------------- | ---------------- |
| Derrick Henry (2) | Tennessee Titans |

## 2019

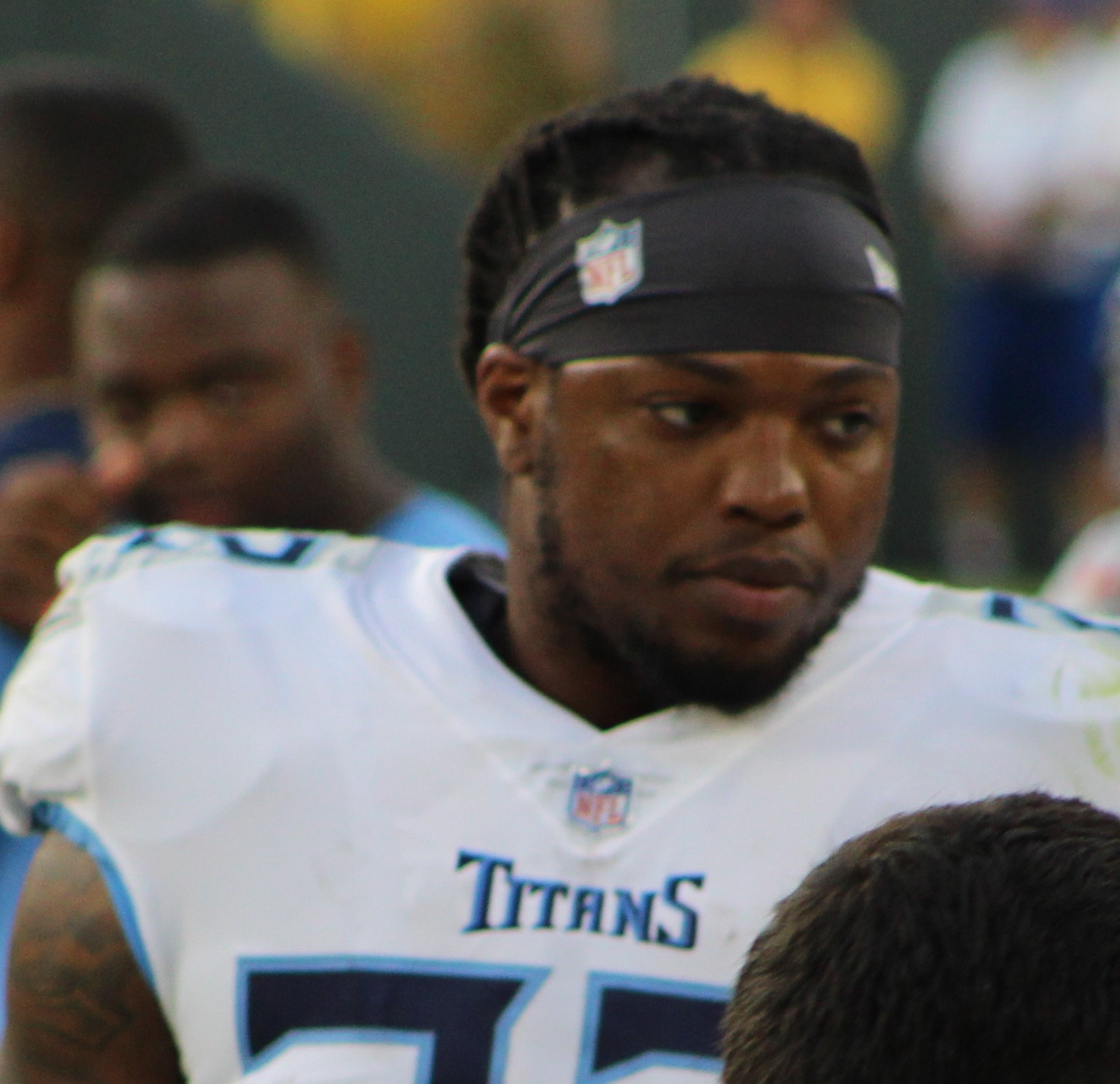
Il vincitore della stagione 2019 Derrick Henry

Vincitori settimanali
| Settimana | Giocatore               | Squadra             | Note   |
| --------- | ----------------------- | ------------------- | ------ |
| 1ª        | Marlon Mack             | Indianapolis Colts  | [ 75 ] |
| 2ª        | Dalvin Cook             | Minnesota Vikings   | [ 76 ] |
| 3ª        | Christian McCaffrey (2) | Carolina Panthers   | [ 77 ] |
| 4ª        | Nick Chubb (2)          | Cleveland Browns    | [ 78 ] |
| 5ª        | Aaron Jones (2)         | Green Bay Packers   | [ 79 ] |
| 6ª        | Lamar Jackson           | Baltimore Ravens    | [ 80 ] |
| 7ª        | Dalvin Cook (2)         | Minnesota Vikings   | [ 81 ] |
| 8ª        | Tevin Coleman           | San Francisco 49ers | [ 82 ] |
| 9ª        | Christian McCaffrey (3) | Carolina Panthers   | [ 83 ] |
| 10ª       | Derrick Henry (3)       | Tennessee Titans    | [ 84 ] |
| 11ª       | Marlon Mack (2)         | Indianapolis Colts  | [ 85 ] |
| 12ª       | Derrick Henry (4)       | Tennessee Titans    | [ 86 ] |
| 13ª       | Derrick Henry (5)       | Tennessee Titans    | [ 87 ] |
| 14ª       | Derrick Henry (6)       | Tennessee Titans    | [ 88 ] |
| 15ª       | Kenyan Drake            | Arizona Cardinals   | [ 89 ] |
| 16ª       | Saquon Barkley (2)      | New York Giants     | [ 90 ] |
| 17ª       | Derrick Henry (7)       | Tennessee Titans    | [ 91 ] |

Vincitore finale 2019
| Giocatore     | Squadra          |
| ------------- | ---------------- |
| Derrick Henry | Tennessee Titans |

## 2018

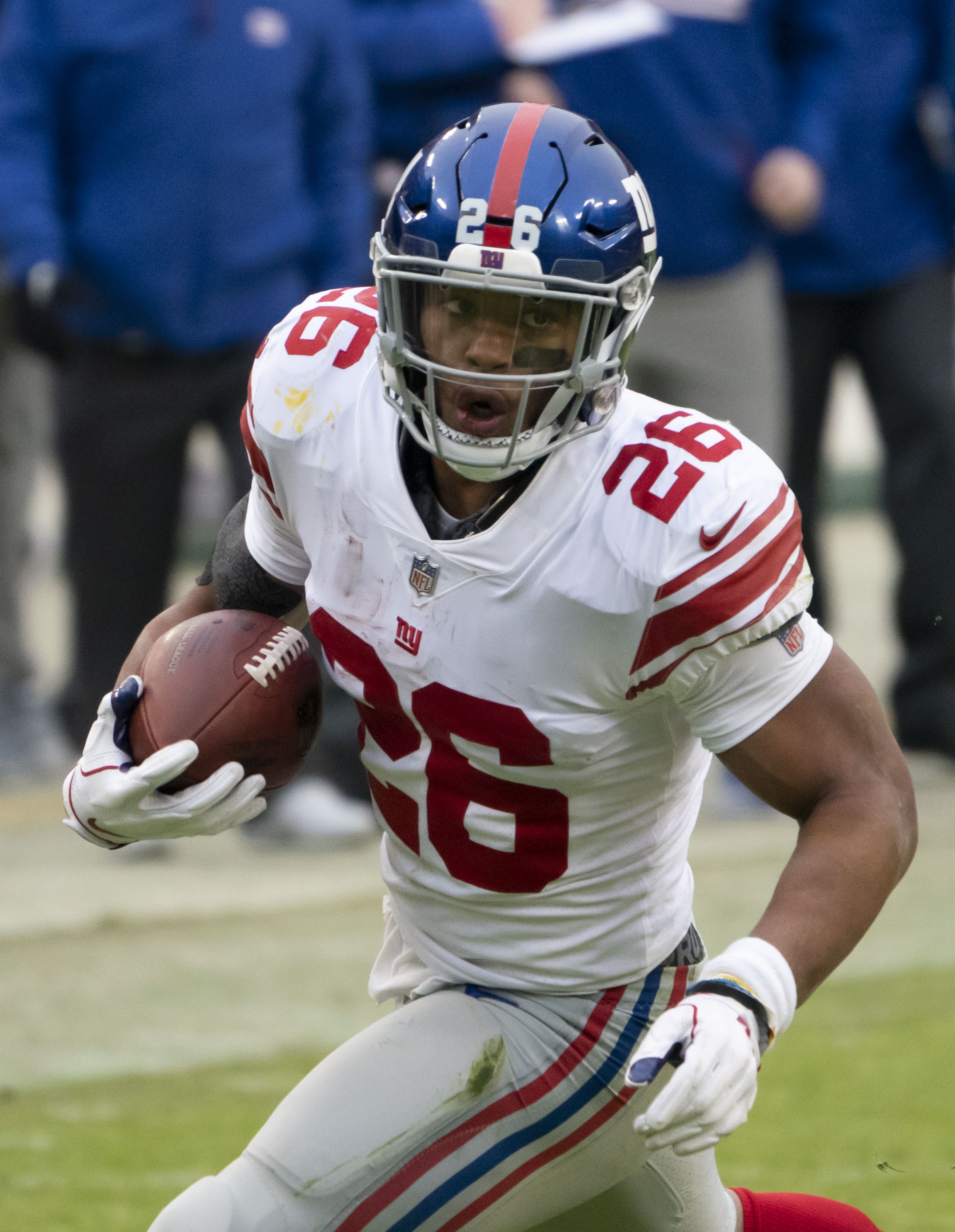
Il vincitore del 2018 Saquon Barkley

Vincitori settimanali
| Settimana | Giocatore            | Squadra             | Note    |
| --------- | -------------------- | ------------------- | ------- |
| 1ª        | James Conner         | Pittsburgh Steelers | [ 92 ]  |
| 2ª        | Matt Breida          | San Francisco 49ers | [ 93 ]  |
| 3ª        | Adrian Peterson (18) | Washington Redskins | [ 94 ]  |
| 4ª        | Alvin Kamara (3)     | New Orleans Saints  | [ 95 ]  |
| 5ª        | Isaiah Crowell (2)   | New York Jets       | [ 96 ]  |
| 6ª        | Todd Gurley (4)      | Los Angeles Rams    | [ 97 ]  |
| 7ª        | Kerryon Johnson      | Detroit Lions       | [ 98 ]  |
| 8ª        | James Conner (2)     | Pittsburgh Steelers | [ 99 ]  |
| 9ª        | Kareem Hunt (3)      | Kansas City Chiefs  | [ 100 ] |
| 10ª       | Nick Chubb           | Cleveland Browns    | [ 101 ] |
| 11ª       | Saquon Barkley       | New York Giants     | [ 102 ] |
| 12ª       | Christian McCaffrey  | Carolina Panthers   | [ 103 ] |
| 13ª       | Phillip Lindsay      | Denver Broncos      | [ 104 ] |
| 14ª       | Derrick Henry        | Tennessee Titans    | [ 105 ] |
| 15ª       | Derrick Henry (2)    | Tennessee Titans    | [ 106 ] |
| 16ª       | C.J. Anderson (3)    | Los Angeles Rams    | [ 107 ] |
| 17ª       | Jordan Howard (2)    | Chicago Bears       | [ 108 ] |

Vincitore finale 2018
| Giocatore      | Squadra         |
| -------------- | --------------- |
| Saquon Barkley | New York Giants |

## 2017

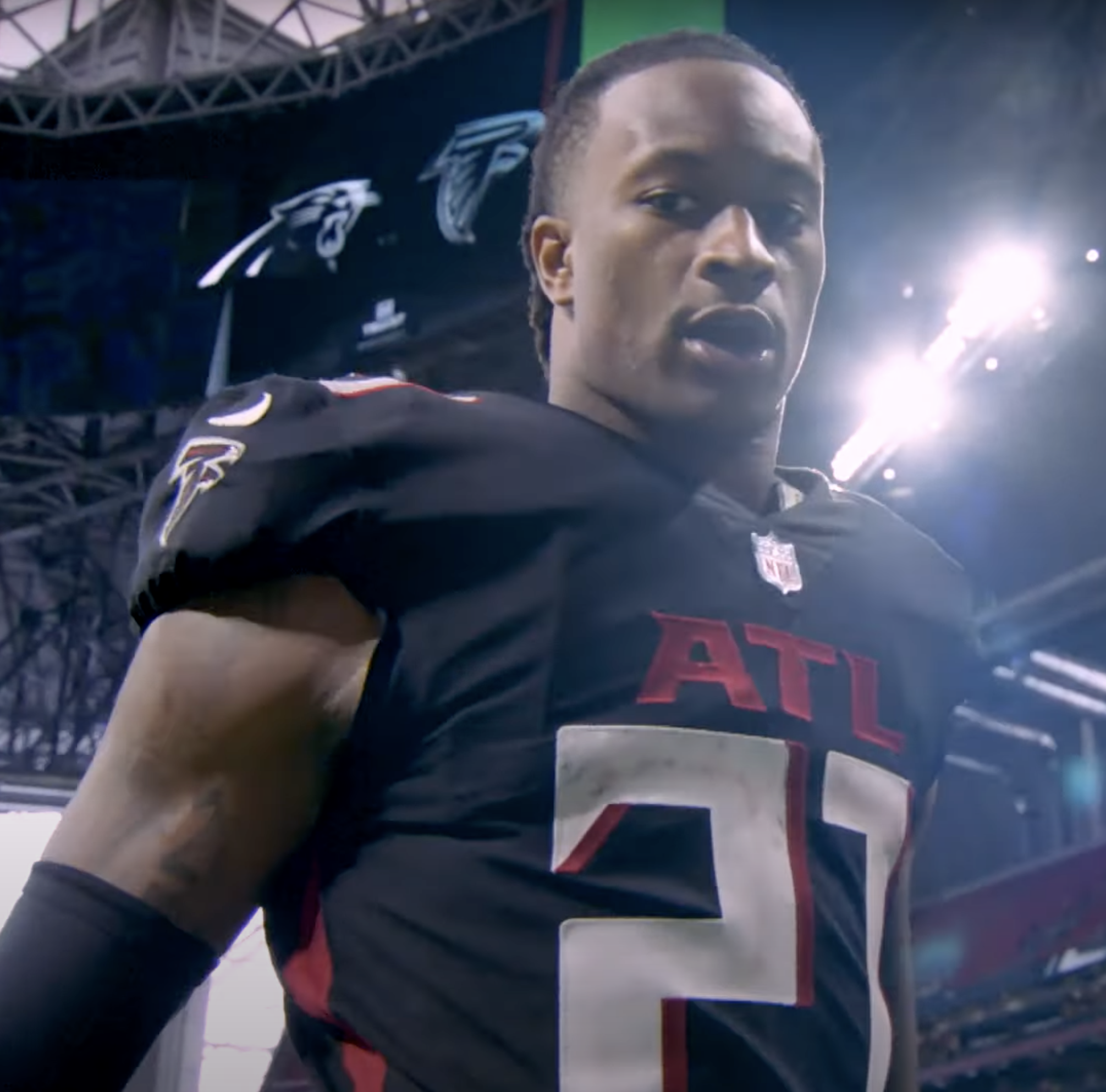
Todd Gurley, vincitore del 2017

Vincitori settimanali
| Settimana | Giocatore            | Squadra              | Note    |
| --------- | -------------------- | -------------------- | ------- |
| 1ª        | Kareem Hunt          | Kansas City Chiefs   | [ 109 ] |
| 2ª        | C.J. Anderson (2)    | Denver Broncos       | [ 110 ] |
| 3ª        | Kareem Hunt (2)      | Kansas City Chiefs   | [ 111 ] |
| 4ª        | Le'Veon Bell (5)     | Pittsburgh Steelers  | [ 112 ] |
| 5ª        | Leonard Fournette    | Jacksonville Jaguars | [ 113 ] |
| 6ª        | Adrian Peterson (17) | Arizona Cardinals    | [ 114 ] |
| 7ª        | Aaron Jones          | Green Bay Packers    | [ 115 ] |
| 8ª        | LeSean McCoy (8)     | Buffalo Bills        | [ 116 ] |
| 9ª        | Alvin Kamara         | New Orleans Saints   | [ 117 ] |
| 10ª       | Mark Ingram (4)      | New Orleans Saints   | [ 118 ] |
| 11ª       | Mark Ingram (5)      | New Orleans Saints   | [ 119 ] |
| 12ª       | Alvin Kamara (2)     | New Orleans Saints   | [ 120 ] |
| 13ª       | Jamaal Williams      | Green Bay Packers    | [ 121 ] |
| 14ª       | LeSean McCoy (9)     | Buffalo Bills        | [ 122 ] |
| 15ª       | Todd Gurley (2)      | Los Angeles Rams     | [ 123 ] |
| 16ª       | Todd Gurley (3)      | Los Angeles Rams     | [ 124 ] |
| 17ª       | Orleans Darkwa       | New York Giants      | [ 125 ] |

Vincitore finale 2017
| Giocatore   | Squadra          |
| ----------- | ---------------- |
| Todd Gurley | Los Angeles Rams |

## 2016

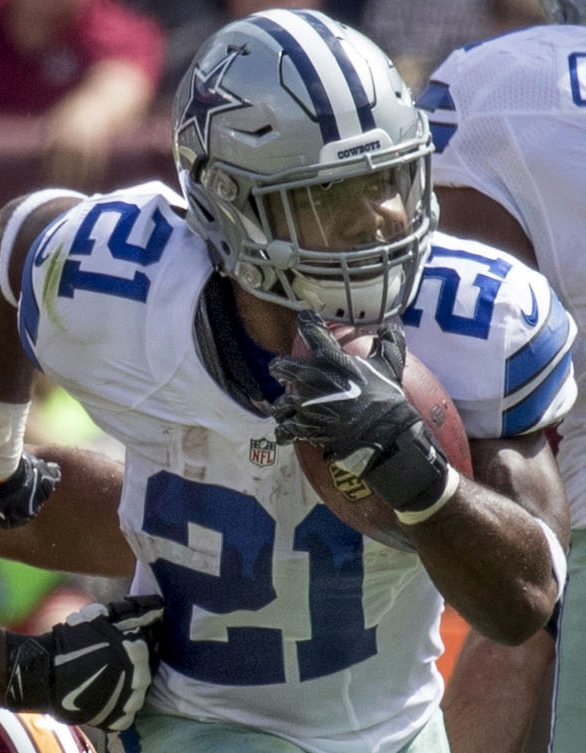
Ezekiel Elliott, vincitore del 2016

Vincitori settimanali
| Settimana | Giocatore             | Squadra             |
| --------- | --------------------- | ------------------- |
| 1ª        | DeAngelo Williams (4) | Pittsburgh Steelers |
| 2ª        | Matt Forté (3)        | New York Jets       |
| 3ª        | LeSean McCoy (7)      | Buffalo Bills       |
| 4ª        | Ezekiel Elliott       | Dallas Cowboys      |
| 5ª        | Ezekiel Elliott (2)   | Dallas Cowboys      |
| 6ª        | Jay Ajayi             | Miami Dolphins      |
| 7ª        | Jay Ajayi (2)         | Miami Dolphins      |
| 8ª        | Jordan Howard         | Chicago Bears       |
| 9ª        | Latavius Murray       | Oakland Raiders     |
| 10ª       | DeMarco Murray (8)    | Tennessee Titans    |
| 11ª       | Rob Kelley            | Washington Redskins |
| 12ª       | Mark Ingram (3)       | New Orleans Saints  |
| 13ª       | Latavius Murray (2)   | Oakland Raiders     |
| 14ª       | Le'Veon Bell (4)      | Pittsburgh Steelers |
| 15ª       | Devonta Freeman (2)   | Atlanta Falcons     |
| 16ª       | Jay Ajayi (3)         | Miami Dolphins      |

Vincitore finale 2016
| Giocatore       | Squadra        |
| --------------- | -------------- |
| Ezekiel Elliott | Dallas Cowboys |

## 2015

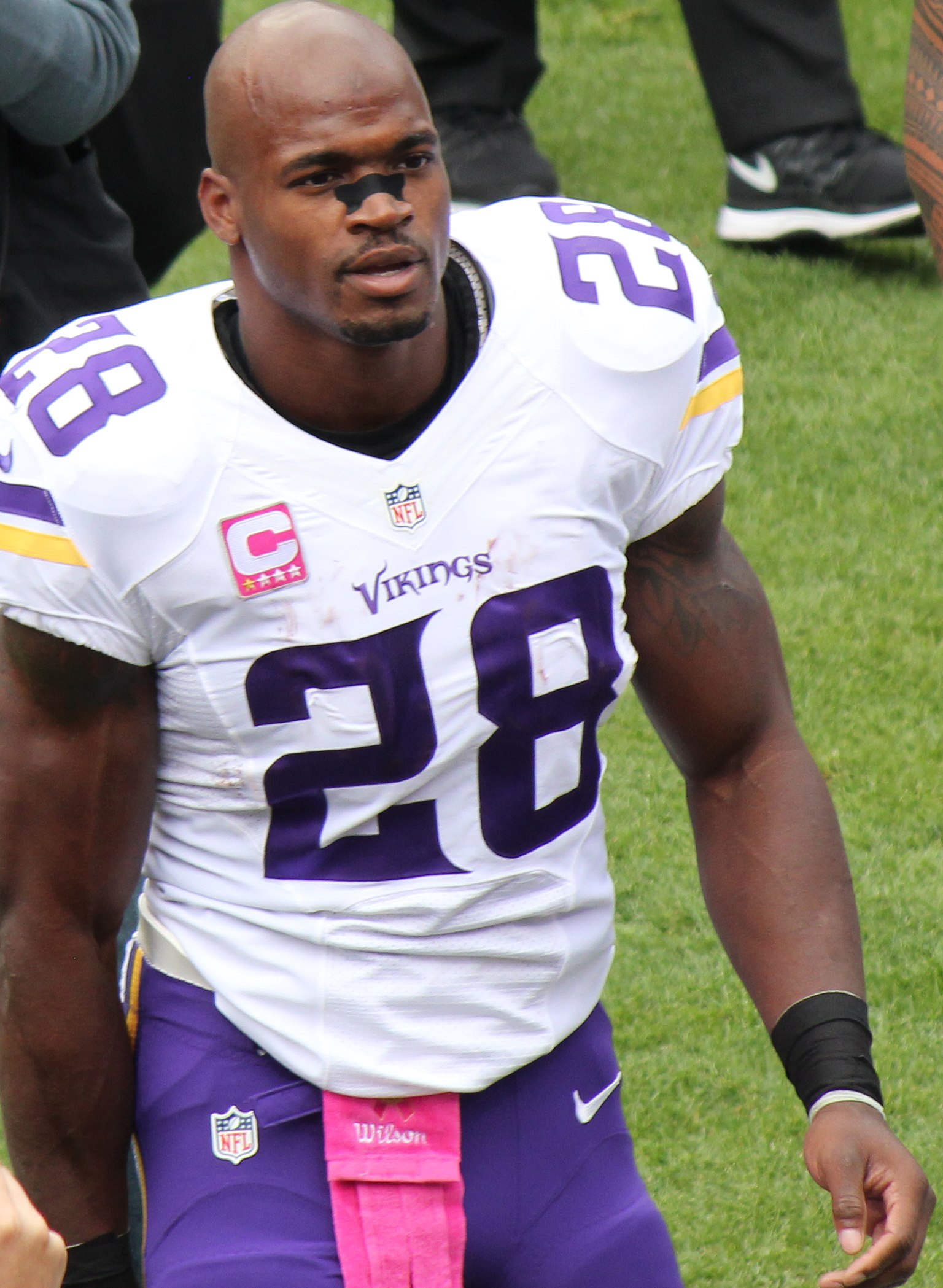
Adrian Peterson, vincitore del 2015 per la terza volta

Vincitori settimanali
| Settimana | Giocatore             | Squadra              |
| --------- | --------------------- | -------------------- |
| 1ª        | Carlos Hyde           | San Francisco 49ers  |
| 2ª        | Matt Jones            | Washington Redskins  |
| 3ª        | Devonta Freeman       | Atlanta Falcons      |
| 4ª        | Chris Ivory (3)       | New York Jets        |
| 5ª        | Doug Martin (4)       | Tampa Bay Buccaneers |
| 6ª        | Chris Ivory (4)       | New York Jets        |
| 7ª        | Lamar Miller (2)      | Miami Dolphins       |
| 8ª        | Todd Gurley           | St. Louis Rams       |
| 9ª        | DeAngelo Williams (2) | Pittsburgh Steelers  |
| 10ª       | Adrian Peterson (15)  | Minnesota Vikings    |
| 11ª       | Doug Martin (5)       | Tampa Bay Buccaneers |
| 12ª       | Adrian Peterson (16)  | Minnesota Vikings    |
| 13ª       | DeAngelo Williams (3) | Pittsburgh Steelers  |
| 14ª       | Eddie Lacy (3)        | Green Bay Packers    |
| 15ª       | David Johnson         | Arizona Cardinals    |
| 16ª       | Tim Hightower         | New Orleans Saints   |
| 17ª       | Rashad Jennings       | New York Giants      |

Vincitore finale 2015
| Giocatore           | Squadra           |
| ------------------- | ----------------- |
| Adrian Peterson (3) | Minnesota Vikings |

## 2014

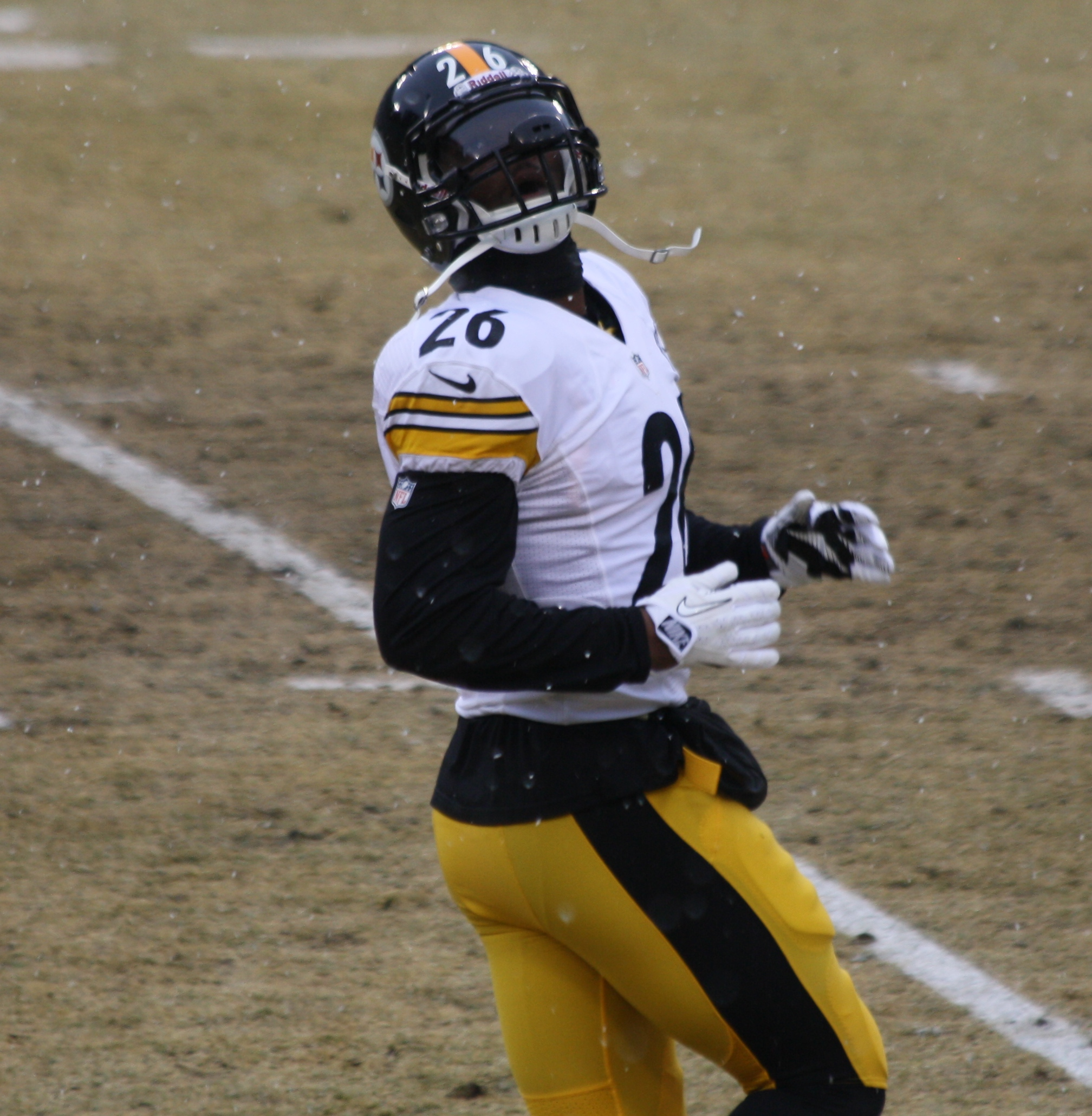
LeVeon Bell, vincitore del 2014.

Vincitori settimanali
| Settimana | Giocatore           | Squadra             |
| --------- | ------------------- | ------------------- |
| 1ª        | Knowshon Moreno (2) | Miami Dolphins      |
| 2ª        | DeMarco Murray (3)  | Dallas Cowboys      |
| 3ª        | Le'Veon Bell        | Pittsburgh Steelers |
| 4ª        | DeMarco Murray (4)  | Dallas Cowboys      |
| 5ª        | DeMarco Murray (5)  | Dallas Cowboys      |
| 6ª        | DeMarco Murray (6)  | Dallas Cowboys      |
| 7ª        | DeMarco Murray (7)  | Dallas Cowboys      |
| 8ª        | Mark Ingram (2)     | New Orleans Saints  |
| 9ª        | Jeremy Hill         | Cincinnati Bengals  |
| 10ª       | Marshawn Lynch (2)  | Seattle Seahawks    |
| 11ª       | Le'Veon Bell (2)    | Pittsburgh Steelers |
| 12ª       | Justin Forsett      | Baltimore Ravens    |
| 13ª       | C.J. Anderson       | Denver Broncos      |
| 14ª       | Le'Veon Bell (3)    | Pittsburgh Steelers |
| 15ª       | Jeremy Hill (2)     | Cincinnati Bengals  |
| 16ª       | Marshawn Lynch (3)  | Seattle Seahawks    |
| 17ª       | Lamar Miller        | Miami Dolphins      |

Vincitore finale 2014
| Giocatore    | Squadra             |
| ------------ | ------------------- |
| Le'Veon Bell | Pittsburgh Steelers |

## 2013

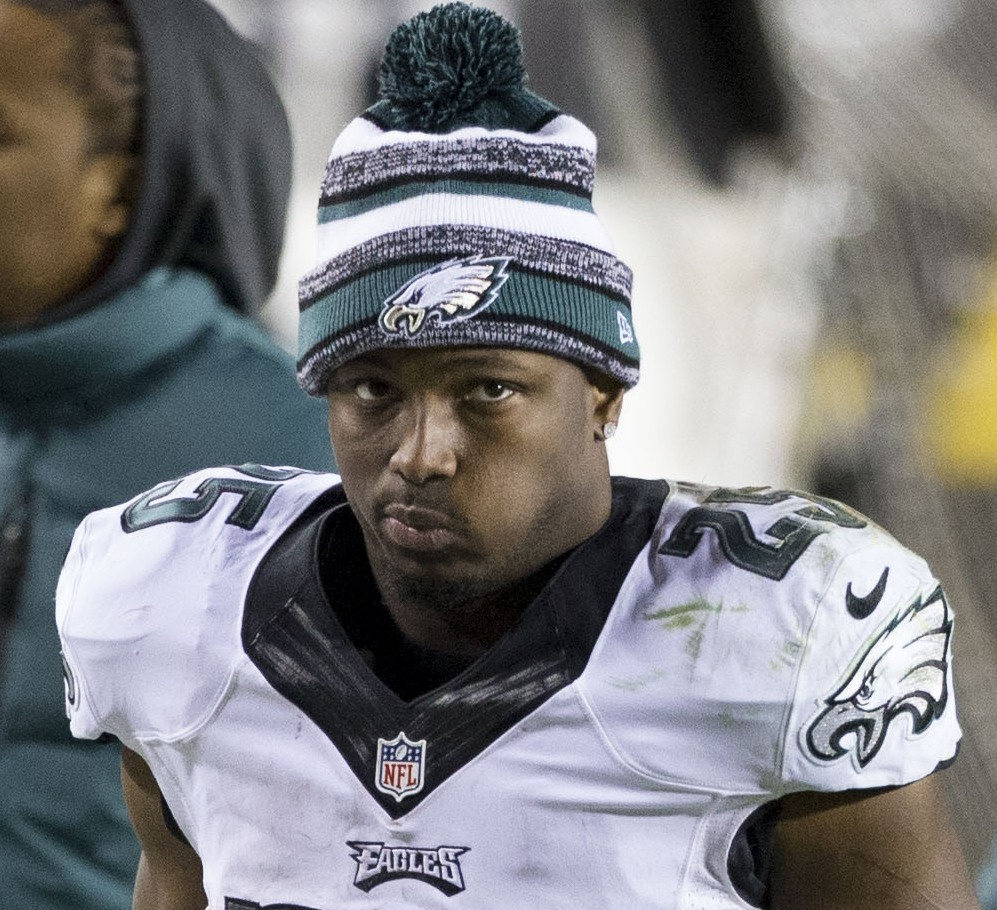
LeSean McCoy vinse il premio per la seconda volta nel 2013.

Vincitori settimanali
| Settimana | Giocatore             | Squadra              |
| --------- | --------------------- | -------------------- |
| 1ª        | LeSean McCoy (4)      | Philadelphia Eagles  |
| 2ª        | James Starks          | Green Bay Packers    |
| 3ª        | DeMarco Murray (2)    | Dallas Cowboys       |
| 4ª        | Adrian Peterson (12)  | Minnesota Vikings    |
| 5ª        | Jamaal Charles (5)    | Kansas City Chiefs   |
| 6ª        | Eddie Lacy            | Green Bay Packers    |
| 7ª        | Chris Ivory (2)       | New York Jets        |
| 8ª        | Andre Ellington       | Arizona Cardinals    |
| 9ª        | Chris Johnson (4)     | Tennessee Titans     |
| 10ª       | Mark Ingram           | New Orleans Saints   |
| 11ª       | Bobby Rainey          | Tampa Bay Buccaneers |
| 12ª       | Adrian Peterson (13)  | Minnesota Vikings    |
| 13ª       | Adrian Peterson (14)  | Minnesota Vikings    |
| 14ª       | LeSean McCoy (5)      | Philadelphia Eagles  |
| 15ª       | Eddie Lacy (2)        | Green Bay Packers    |
| 16ª       | LeSean McCoy (6)      | Philadelphia Eagles  |
| 17ª       | LeGarrette Blount (2) | New England Patriots |

Vincitore finale 2013
| Giocatore        | Squadra             |
| ---------------- | ------------------- |
| LeSean McCoy (2) | Philadelphia Eagles |

## 2012

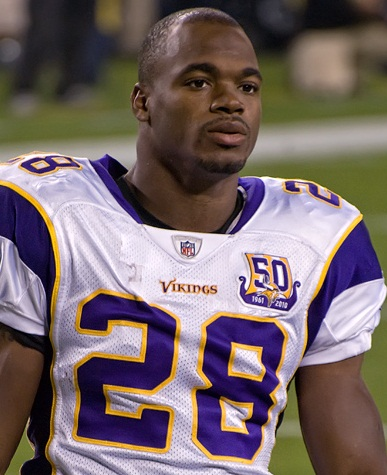
Adrian Peterson, vincitore della stagione 2012 per la seconda volta

Vincitori settimanali
| Settimana | Giocatore            | Squadra              |
| --------- | -------------------- | -------------------- |
| 1ª        | C.J. Spiller (2)     | Buffalo Bills        |
| 2ª        | Reggie Bush (2)      | Miami Dolphins       |
| 3ª        | Jamaal Charles (2)   | Kansas City Chiefs   |
| 4ª        | Brandon Bolden       | New England Patriots |
| 5ª        | Ahmad Bradshaw       | New York Giants      |
| 6ª        | Shonn Greene         | New York Jets        |
| 7ª        | Chris Johnson (3)    | Tennessee Titans     |
| 8ª        | Doug Martin          | Tampa Bay Buccaneers |
| 9ª        | Doug Martin (2)      | Tampa Bay Buccaneers |
| 10ª       | Adrian Peterson (9)  | Minnesota Vikings    |
| 11ª       | Doug Martin (3)      | Tampa Bay Buccaneers |
| 12ª       | Arian Foster (3)     | Houston Texans       |
| 13ª       | Adrian Peterson (10) | Minnesota Vikings    |
| 14ª       | Adrian Peterson (11) | Minnesota Vikings    |
| 15ª       | Knowshon Moreno      | Denver Broncos       |
| 16ª       | Jamaal Charles (4)   | Kansas City Chiefs   |
| 17ª       | Alfred Morris        | Washington Redskins  |

Vincitore finale 2012
| Giocatore           | Squadra           |
| ------------------- | ----------------- |
| Adrian Peterson (2) | Minnesota Vikings |

## 2011

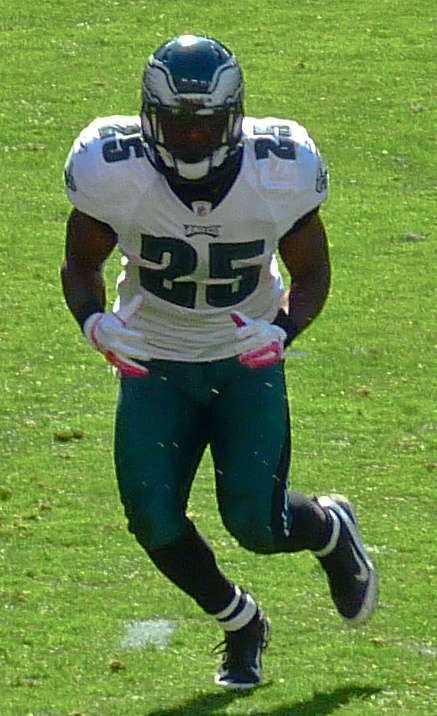
LeSean McCoy, vincitore della stagione 2011

Vincitori settimanali
| Settimana | Giocatore           | Squadra             |
| --------- | ------------------- | ------------------- |
| 1ª        | LeSean McCoy (2)    | Philadelphia Eagles |
| 2ª        | Fred Jackson (2)    | Buffalo Bills       |
| 3ª        | Darren McFadden (4) | Oakland Raiders     |
| 4ª        | Matt Forté (2)      | Chicago Bears       |
| 5ª        | Adrian Peterson (8) | Minnesota Vikings   |
| 6ª        | Frank Gore (3)      | San Francisco 49ers |
| 7ª        | DeMarco Murray (1)  | Dallas Cowboys      |
| 8ª        | LeSean McCoy (3)    | Philadelphia Eagles |
| 9ª        | Willis McGahee (1)  | Denver Broncos      |
| 10ª       | Michael Bush (1)    | Oakland Raiders     |
| 11ª       | Kevin Smith (1)     | Detroit Lions       |
| 12ª       | Beanie Wells (1)    | Arizona Cardinals   |
| 13ª       | Ray Rice (3)        | Baltimore Ravens    |
| 14ª       | Marshawn Lynch (1)  | Seattle Seahawks    |
| 15ª       | Reggie Bush (1)     | Miami Dolphins      |
| 16ª       | C.J. Spiller (1)    | Buffalo Bills       |
| 17ª       | Ray Rice (4)        | Baltimore Ravens    |

Vincitore finale 2011
| Giocatore        | Squadra             |
| ---------------- | ------------------- |
| LeSean McCoy (1) | Philadelphia Eagles |

## 2010

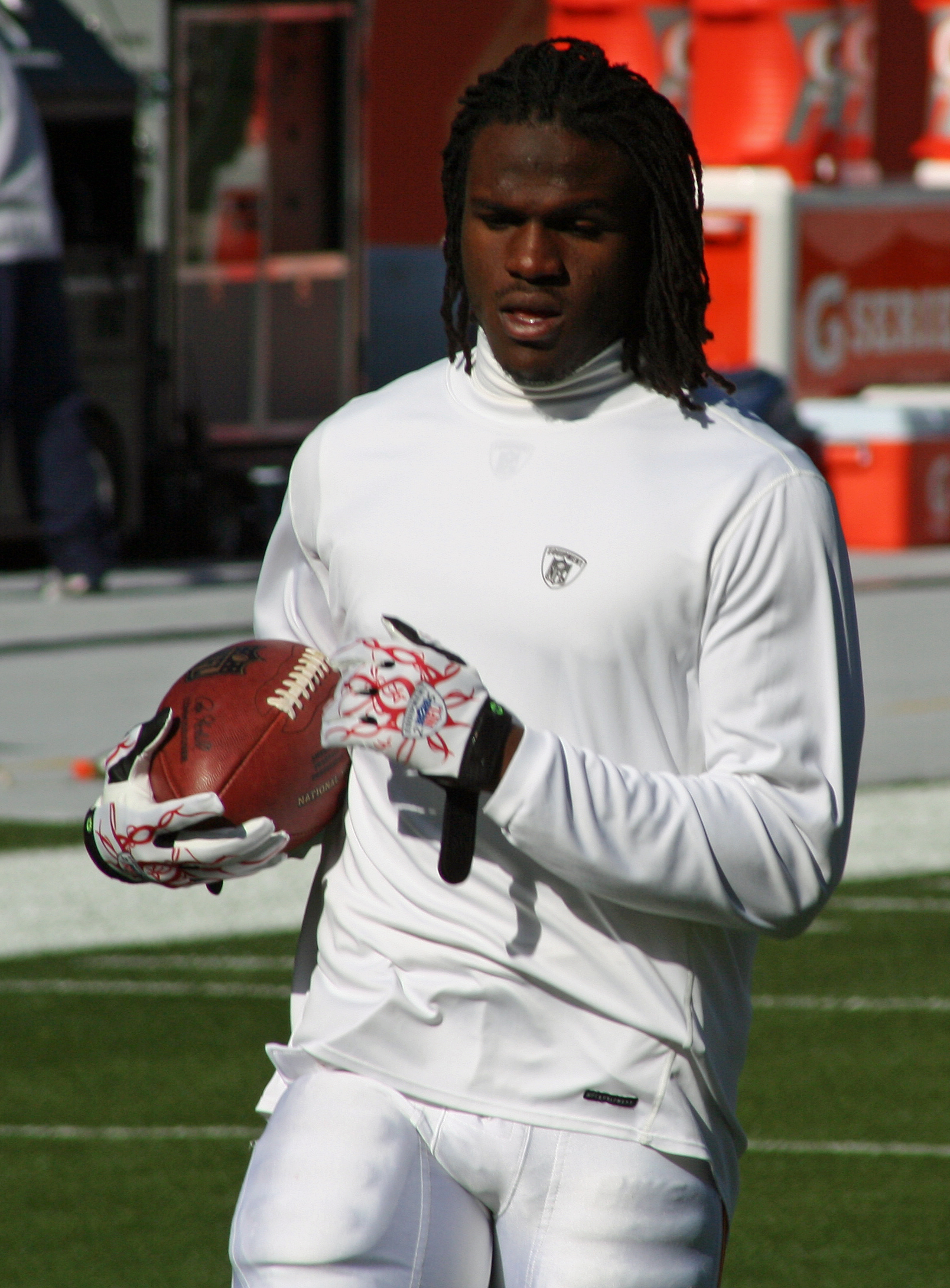
Jamaal Charles, vincitore della stagione 2010

Vincitori settimanali
| Settimana | Giocatore                | Squadra              |
| --------- | ------------------------ | -------------------- |
| 1ª        | Arian Foster (1)         | Houston Texans       |
| 2ª        | LeSean McCoy (1)         | Philadelphia Eagles  |
| 3ª        | Adrian Peterson (7)      | Minnesota Vikings    |
| 4ª        | LaDainian Tomlinson (18) | New York Jets        |
| 5ª        | Matt Forté (1)           | Chicago Bears        |
| 6ª        | Chris Ivory (1)          | New Orleans Saints   |
| 7ª        | Darren McFadden (2)      | Oakland Raiders      |
| 8ª        | Jamaal Charles (1)       | Kansas City Chiefs   |
| 9ª        | Peyton Hillis (2)        | Cleveland Browns     |
| 10ª       | Fred Jackson (1)         | Buffalo Bills        |
| 11ª       | Maurice Jones-Drew (4)   | Jacksonville Jaguars |
| 12ª       | Peyton Hillis (3)        | Cleveland Browns     |
| 13ª       | Maurice Jones-Drew (5)   | Jacksonville Jaguars |
| 14ª       | Darren McFadden (3)      | Oakland Raiders      |
| 15ª       | Ray Rice (2)             | Baltimore Ravens     |
| 16ª       | LeGarrette Blount (1)    | Tampa Bay Buccaneers |
| 17ª       | Arian Foster (2)         | Houston Texans       |

Vincitore finale 2010
| Giocatore          | Squadra            |
| ------------------ | ------------------ |
| Jamaal Charles (1) | Kansas City Chiefs |

## 2009

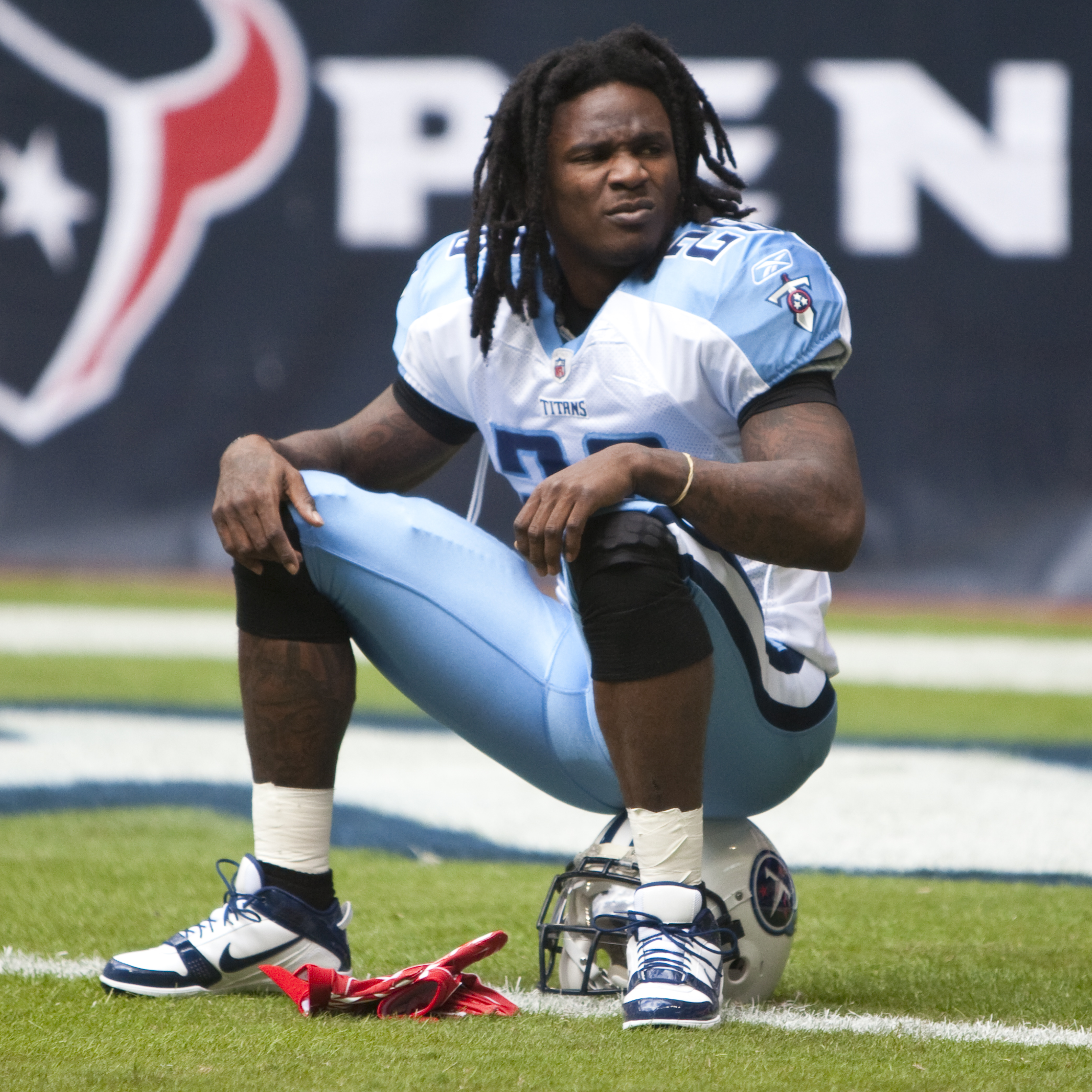
Chris Johnson, vincitore della stagione 2009

Vincitori settimanali
| Settimana | Giocatore              | Squadra              |
| --------- | ---------------------- | -------------------- |
| 1ª        | Adrian Peterson (5)    | Minnesota Vikings    |
| 2ª        | Frank Gore (2)         | San Francisco 49ers  |
| 3ª        | Maurice Jones-Drew (3) | Jacksonville Jaguars |
| 4ª        | Rashard Mendenhall (1) | Pittsburgh Steelers  |
| 5ª        | Cedric Benson (1)      | Cincinnati Bengals   |
| 6ª        | Thomas Jones (1)       | New York Jets        |
| 7ª        | Cedric Benson (2)      | Cincinnati Bengals   |
| 8ª        | Chris Johnson (1)      | Tennessee Titans     |
| 9ª        | Michael Turner (4)     | Atlanta Falcons      |
| 10ª       | Adrian Peterson (6)    | Minnesota Vikings    |
| 11ª       | Ricky Williams (1)     | Miami Dolphins       |
| 12ª       | Chris Johnson (2)      | Tennessee Titans     |
| 13ª       | Correll Buckhalter (1) | Denver Broncos       |
| 14ª       | Ray Rice (1)           | Baltimore Ravens     |
| 15ª       | Jerome Harris (1)      | Cleveland Browns     |
| 16ª       | Jonathan Stewart (1)   | Carolina Panthers    |
| 17ª       | Jamaal Charles (1)     | Kansas City Chiefs   |

Vincitore finale 2009
| Giocatore         | Squadra          |
| ----------------- | ---------------- |
| Chris Johnson (1) | Tennessee Titans |

## 2008

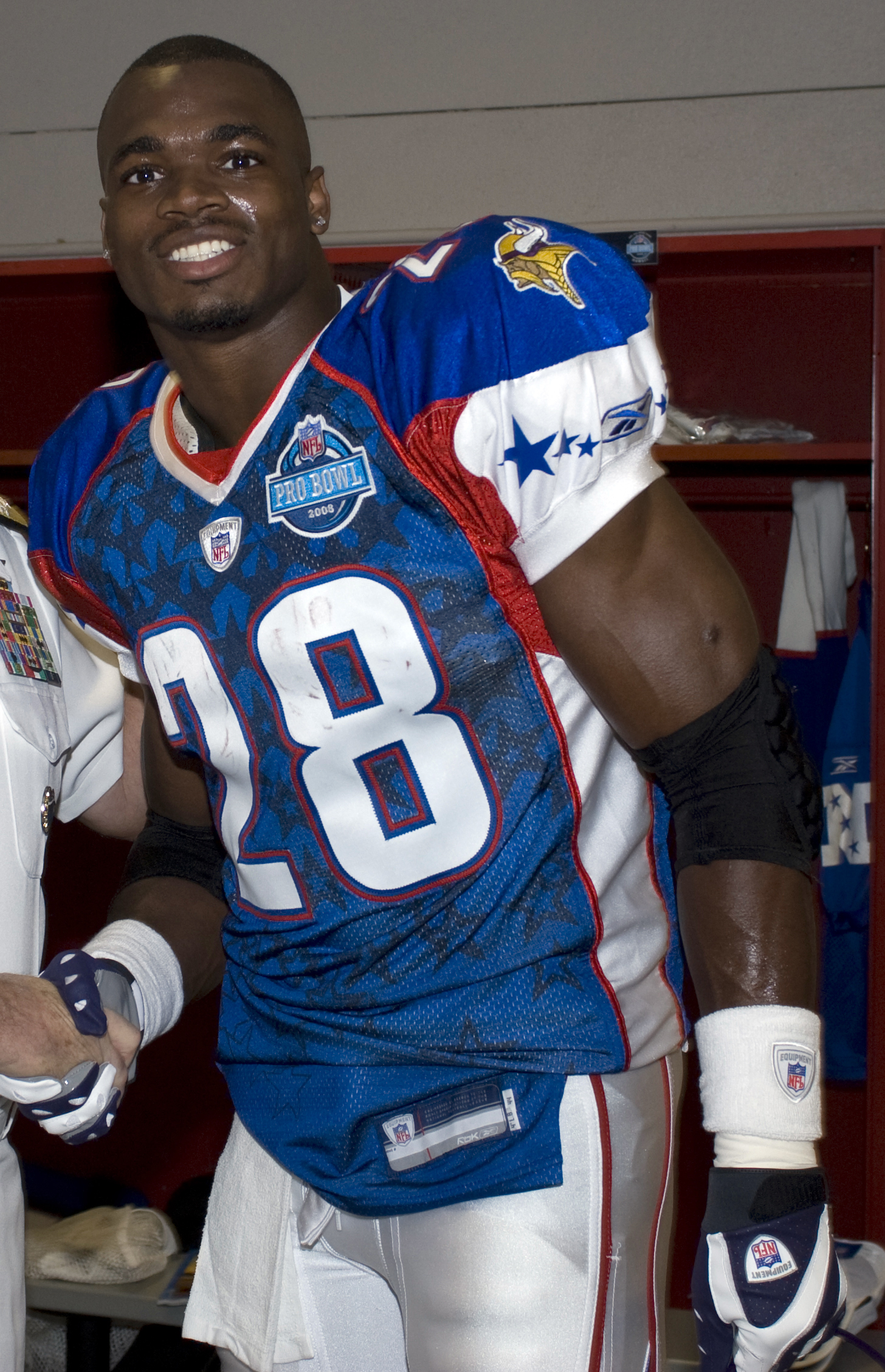
Adrian Peterson, vincitore della stagione 2008

Vincitori settimanali
| Settimana | Giocatore                | Squadra              |
| --------- | ------------------------ | -------------------- |
| 1ª        | Michael Turner (2)       | Atlanta Falcons      |
| 2ª        | Darren McFadden (1)      | Oakland Raiders      |
| 3ª        | Ronnie Brown (1)         | Miami Dolphins       |
| 4ª        | Larry Johnson (3)        | Kansas City Chiefs   |
| 5ª        | Clinton Portis (5)       | Washington Redskins  |
| 6ª        | Maurice Jones-Drew (2)   | Jacksonville Jaguars |
| 7ª        | Clinton Portis (6)       | Washington Redskins  |
| 8ª        | Clinton Portis (7)       | Washington Redskins  |
| 9ª        | Adrian Peterson (2)      | Minnesota Vikings    |
| 10ª       | Adrian Peterson (3)      | Minnesota Vikings    |
| 11ª       | Ryan Grant (3)           | Green Bay Packers    |
| 12ª       | Michael Turner (3)       | Atlanta Falcons      |
| 13ª       | Peyton Hillis (1)        | Denver Broncos       |
| 14ª       | DeAngelo Williams (1)    | Carolina Panthers    |
| 15ª       | Adrian Peterson (4)      | Minnesota Vikings    |
| 16ª       | Derrick Ward (1)         | New York Giants      |
| 17ª       | LaDainian Tomlinson (17) | San Diego Chargers   |

Vincitore finale 2008
| Giocatore           | Squadra           |
| ------------------- | ----------------- |
| Adrian Peterson (1) | Minnesota Vikings |

## 2007

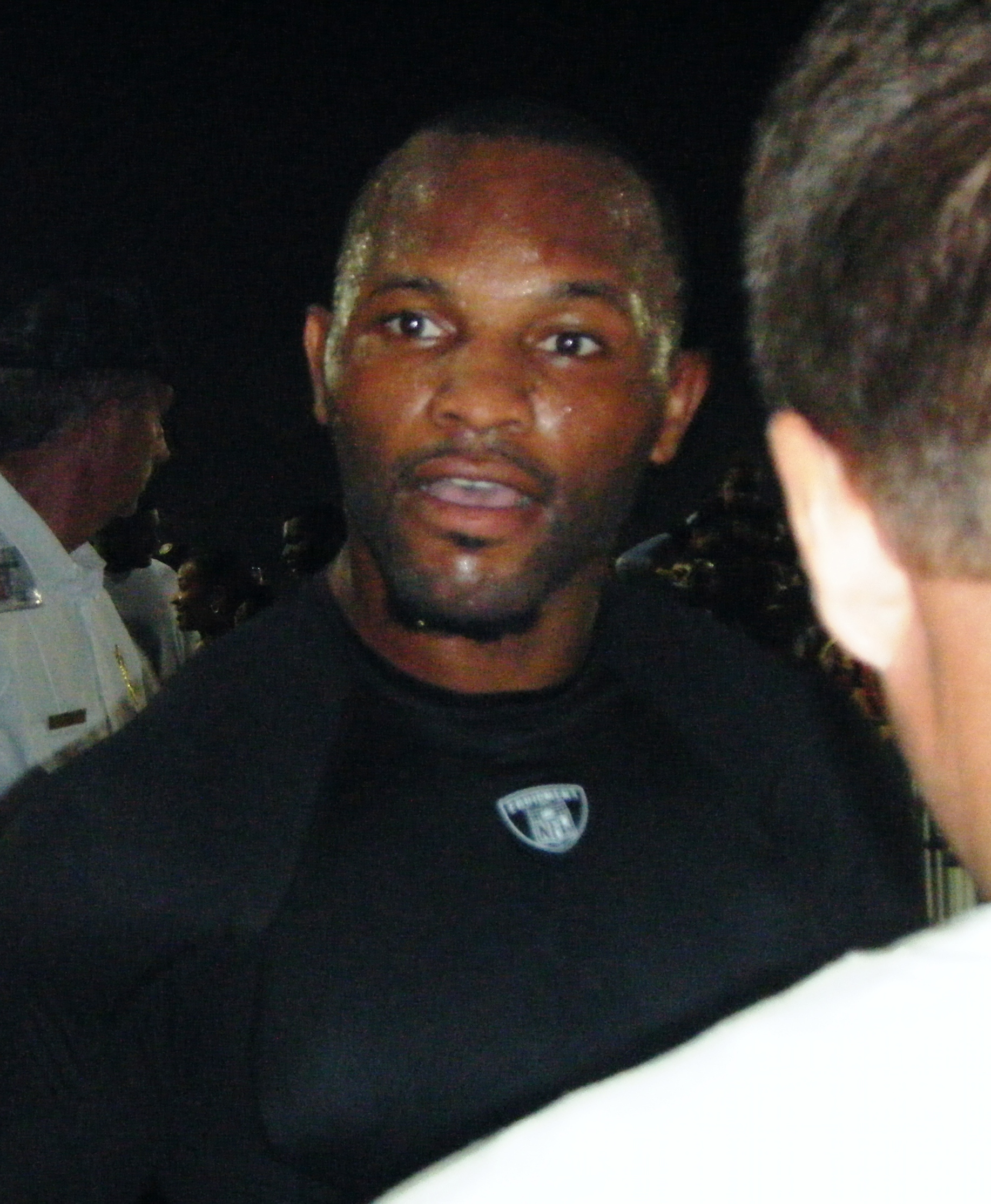
Fred Taylor, vincitore della stagione 2007

Vincitori settimanali
| Settimana | Giocatore                | Squadra              |
| --------- | ------------------------ | -------------------- |
| 1ª        | Chris Brown (2)          | Tennessee Titans     |
| 2ª        | Jamal Lewis (4)          | Cleveland Browns     |
| 3ª        | Brian Westbrook (2)      | Philadelphia Eagles  |
| 4ª        | Justin Fargas (1)        | Oakland Raiders      |
| 5ª        | Michael Turner (1)       | San Diego Chargers   |
| 6ª        | Maurice Jones-Drew (1)   | Jacksonville Jaguars |
| 7ª        | Kenny Watson (1)         | Cincinnati Bengals   |
| 8ª        | Willie Parker (2)        | Pittsburgh Steelers  |
| 9ª        | Adrian Peterson (1)      | Minnesota Vikings    |
| 10ª       | Ryan Grant (1)           | Green Bay Packers    |
| 11ª       | Chester Taylor (2)       | Minnesota Vikings    |
| 12ª       | Frank Gore (1)           | San Francisco 49ers  |
| 13ª       | LaDainian Tomlinson (16) | San Diego Chargers   |
| 14ª       | Ryan Grant (2)           | Green Bay Packers    |
| 15ª       | Fred Taylor (2)          | Jacksonville Jaguars |
| 16ª       | Brandon Jacobs (1)       | New York Giants      |
| 17ª       | Clinton Portis (4)       | Washington Redskins  |

Vincitore finale 2007
| Giocatore       | Squadra              |
| --------------- | -------------------- |
| Fred Taylor (1) | Jacksonville Jaguars |

## 2006

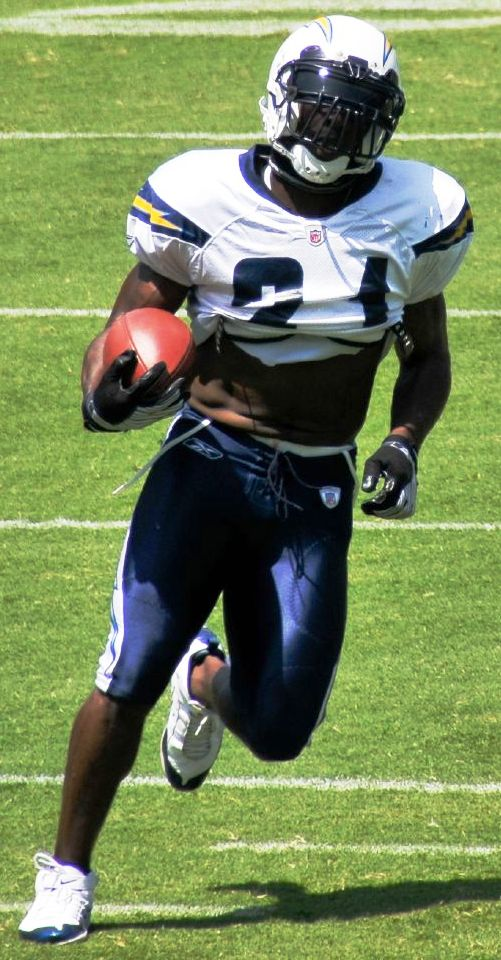
LaDainian Tomlinson, vincitore della stagione 2006

Vincitori settimanali
| Settimana | Giocatore                | Squadra              |
| --------- | ------------------------ | -------------------- |
| 1ª        | LaDainian Tomlinson (8)  | San Diego Chargers   |
| 2ª        | Rudi Johnson (3)         | Cincinnati Bengals   |
| 3ª        | Brian Westbrook (1)      | Philadelphia Eagles  |
| 4ª        | Laurence Maroney (1)     | New England Patriots |
| 5ª        | Deuce McAllister (1)     | New Orleans Saints   |
| 6ª        | LaDainian Tomlinson (9)  | San Diego Chargers   |
| 7ª        | Chester Taylor (1)       | Minnesota Vikings    |
| 8ª        | Ahman Green (6)          | Green Bay Packers    |
| 9ª        | LaDainian Tomlinson (10) | San Diego Chargers   |
| 10ª       | LaDainian Tomlinson (11) | San Diego Chargers   |
| 11ª       | LaDainian Tomlinson (12) | San Diego Chargers   |
| 12ª       | Joseph Addai (1)         | Indianapolis Colts   |
| 13ª       | LaDainian Tomlinson (13) | San Diego Chargers   |
| 14ª       | LaDainian Tomlinson (14) | San Diego Chargers   |
| 15ª       | LaDainian Tomlinson (15) | San Diego Chargers   |
| 16ª       | Ron Dayne (1)            | Houston Texans       |
| 17ª       | Tiki Barber (4)          | New York Giants      |

Vincitore finale 2006
| Giocatore               | Squadra            |
| ----------------------- | ------------------ |
| LaDainian Tomlinson (1) | San Diego Chargers |

## 2005

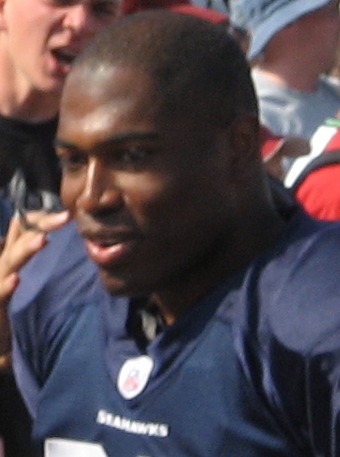
Shaun Alexander, vincitore della stagione 2005

Vincitori settimanali
| Settimana | Giocatore               | Squadra             |
| --------- | ----------------------- | ------------------- |
| 1ª        | Willie Parker (1)       | Pittsburgh Steelers |
| 2ª        | Thomas Jones (1)        | Chicago Bears       |
| 3ª        | LaDainian Tomlinson (3) | San Diego Chargers  |
| 4ª        | LaDainian Tomlinson (4) | San Diego Chargers  |
| 5ª        | Tatum Bell (1)          | Denver Broncos      |
| 6ª        | LaDainian Tomlinson (5) | San Diego Chargers  |
| 7ª        | LaMont Jordan (1)       | Oakland Raiders     |
| 8ª        | Tiki Barber (2)         | New York Giants     |
| 9ª        | LaDainian Tomlinson (6) | San Diego Chargers  |
| 10ª       | Shaun Alexander (2)     | Seattle Seahawks    |
| 11ª       | Reuben Droughns (2)     | Cleveland Browns    |
| 12ª       | LaDainian Tomlinson (7) | San Diego Chargers  |
| 13ª       | Larry Johnson (1)       | Kansas City Chiefs  |
| 14ª       | Jerome Bettis (2)       | Pittsburgh Steelers |
| 15ª       | Tiki Barber (3)         | New York Giants     |
| 16ª       | Julius Jones (2)        | Dallas Cowboys      |
| 17ª       | Larry Johnson (2)       | Kansas City Chiefs  |

Vincitore finale 2005
| Giocatore           | Squadra          |
| ------------------- | ---------------- |
| Shaun Alexander (1) | Seattle Seahawks |

## 2004

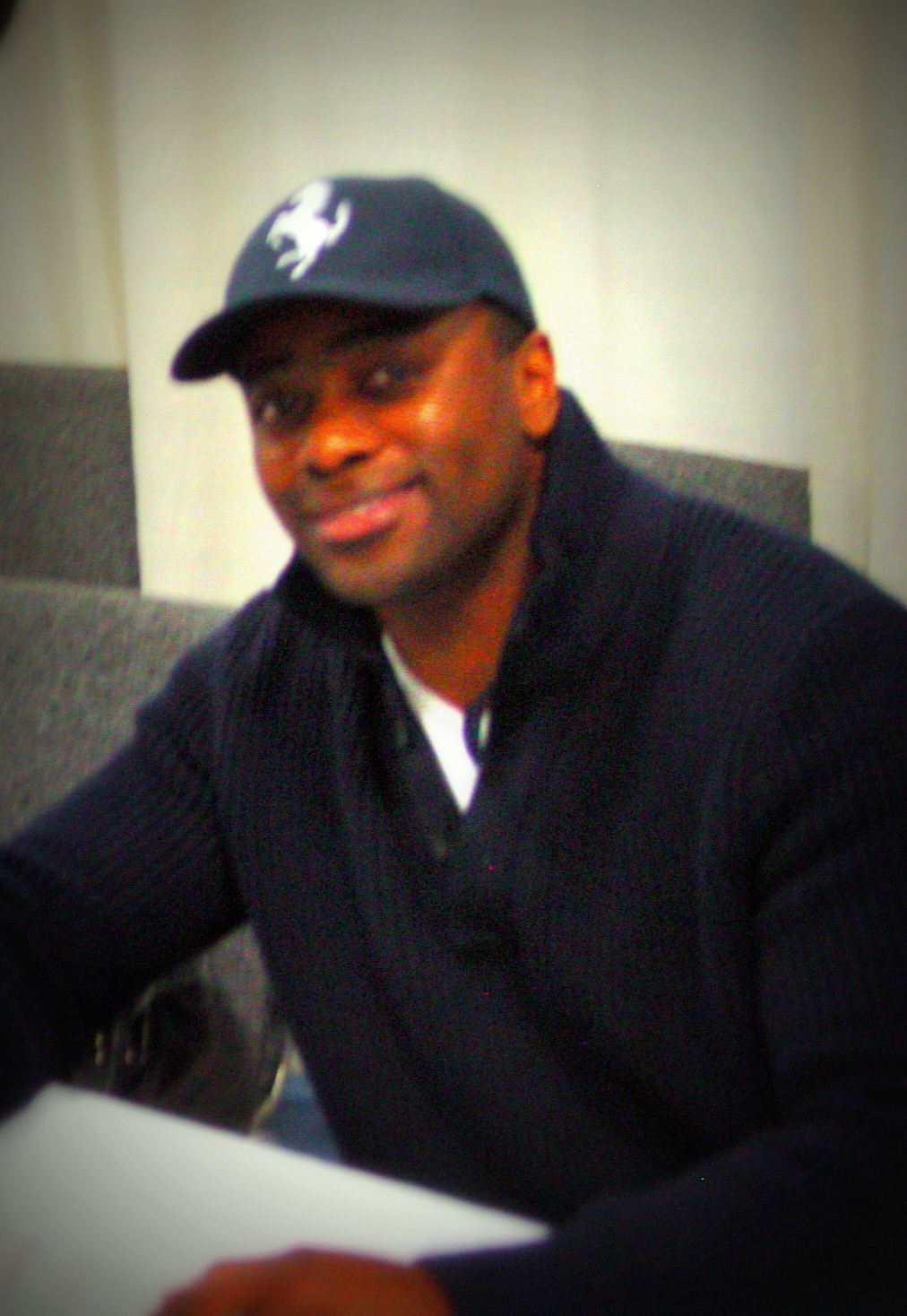
Curtis Martin, vincitore della stagione 2004

Vincitori settimanali
| Settimana | Giocatore               | Squadra              |
| --------- | ----------------------- | -------------------- |
| 1ª        | Curtis Martin (1)       | New York Jets        |
| 2ª        | DeShaun Foster (1)      | Carolina Panthers    |
| 3ª        | Jamal Lewis (3)         | Baltimore Ravens     |
| 4ª        | Tiki Barber (1)         | New York Giants      |
| 5ª        | Chris Brown (1)         | Tennessee Titans     |
| 6ª        | Reuben Droughns (1)     | Denver Broncos       |
| 7ª        | Rudi Johnson (1)        | Cincinnati Bengals   |
| 8ª        | Priest Holmes (1)       | Kansas City Chiefs   |
| 9ª        | Jerome Bettis (1)       | Pittsburgh Steelers  |
| 10ª       | Derrick Blaylock (1)    | Kansas City Chiefs   |
| 11ª       | Edgerrin James (1)      | Indianapolis Colts   |
| 12ª       | Rudi Johnson (2)        | Cincinnati Bengals   |
| 13ª       | Julius Jones (1)        | Dallas Cowboys       |
| 14ª       | LaDainian Tomlinson (2) | San Diego Chargers   |
| 15ª       | Fred Taylor (1)         | Jacksonville Jaguars |
| 16ª       | Shaun Alexander (1)     | Seattle Seahawks     |
| 17ª       | Ahman Green (5)         | Green Bay Packers    |

Vincitore finale 2004
| Giocatore         | Squadra       |
| ----------------- | ------------- |
| Curtis Martin (1) | New York Jets |

## 2003

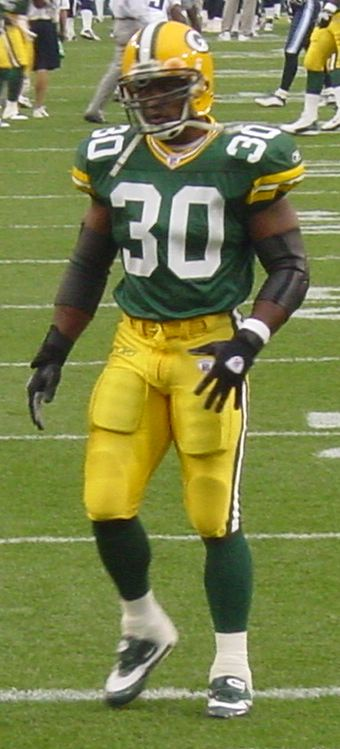
Ahman Green, vincitore della stagione 2003

Vincitori settimanali
| Settimana | Giocatore               | Squadra            |
| --------- | ----------------------- | ------------------ |
| 1ª        | Clinton Portis (1)      | Denver Broncos     |
| 2ª        | Jamal Lewis (1)         | Baltimore Ravens   |
| 3ª        | Ricky Williams (1)      | Miami Dolphins     |
| 4ª        | Ahman Green (1)         | Green Bay Packers  |
| 5ª        | Ahman Green (2)         | Green Bay Packers  |
| 6ª        | William Green (1)       | Cleveland Browns   |
| 7ª        | Travis Henry (1)        | Buffalo Bills      |
| 8ª        | Stephen Davis (1)       | Carolina Panthers  |
| 9ª        | Ahman Green (3)         | Green Bay Packers  |
| 10ª       | LaDainian Tomlinson (1) | San Diego Chargers |
| 11ª       | Deuce McAllister (1)    | New Orleans Saints |
| 12ª       | Deuce McAllister (2)    | New Orleans Saints |
| 13ª       | Clinton Portis (2)      | Denver Broncos     |
| 14ª       | Clinton Portis (3)      | Denver Broncos     |
| 15ª       | Rudi Johnson (1)        | Cincinnati Bengals |
| 16ª       | Jamal Lewis (2)         | Baltimore Ravens   |
| 17ª       | Ahman Green (4)         | Green Bay Packers  |

Vincitore finale 2003
| Giocatore       | Squadra           |
| --------------- | ----------------- |
| Ahman Green (1) | Green Bay Packers |